# 萬祥 (成化進士)
萬祥（1448年—？），字世和，廣西梧州府藤縣人，軍籍，明朝政治人物。

## 生平
廣西鄉試第五十二名舉人。成化二十三年（1487年）中式丁未科會試第三百十三名，二甲第九十五名進士。

## 家族
曾祖萬宗銘；祖父萬伯齡，典史；父萬子信。嫡母石氏；嫡母張氏；生母陳氏。慈侍下。